# Coleophora quadrifariella
Coleophora quadrifariella é uma espécie de mariposa do gênero Coleophora pertencente à família Coleophoridae.